# Robert Banks Jenkinson, II conte di Liverpool
Robert Banks Jenkinson, II conte di Liverpool, fino al 1808 conosciuto come Lord Hawkesbury (Londra, 7 giugno 1770 – Kingston upon Thames, 4 dicembre 1828), è stato un politico inglese.
Ha fatto parte del partito Tory. Ricoprì il ruolo di Primo ministro del Regno Unito dal 9 giugno 1812 al 10 aprile 1827.

## Biografia

### I primi anni
Jenkinson venne battezzato il 29 giugno 1770 alla chiesa di Santa Margherita di Westminster, figlio di Charles Jenkinson, stretto collaboratore e consigliere di Giorgio III, e della sua prima moglie Amelia Watts, di nazionalità indo-europea figlia di William Watts (ufficiale della Compagnia delle Indie Orientali britannica), che morì un mese dopo averlo dato alla luce.
Jenkinson venne educato alla Charterhouse School ed al Christ Church di Oxford. Nell'estate del 1789 Jenkinson trascorse quattro mesi a Parigi per perfezionare il suo francese ed allargare le proprie esperienze sociali. Egli ritornò ad Oxford per tre mesi per completare i propri studi diplomandosi nel maggio del 1790.
Egli venne eletto deputato alla Camera dei Comuni nel 1790 per la circoscrizione di Rye, sede che avrebbe mantenuto sino al 1803; allo stesso tempo, ad ogni modo, egli proseguì il proprio tour in Europa raggiungendo i Paesi Bassi e l'Italia per poi riprendere la propria sede al parlamento al compimento del ventunesimo anno.
Con l'influenza del padre ed il suo talento politico, egli ebbe una carriera tutto sommato veloce nel partito dei Tory. Nel febbraio del 1792 si scontrò con il criticismo di Samuel Whitbread sulla politica del governo nei confronti della Russia. Egli tenne molti altri discorsi durante quella stessa sessione parlamentare, incluso uno famoso contro l'abolizione della schiavitù, che rifletteva poi la fervida opposizione del padre alla campagna portata avanti da William Wilberforce. Egli prestò servizio come membro della Board of Control per l'India dal 1793 al 1796.

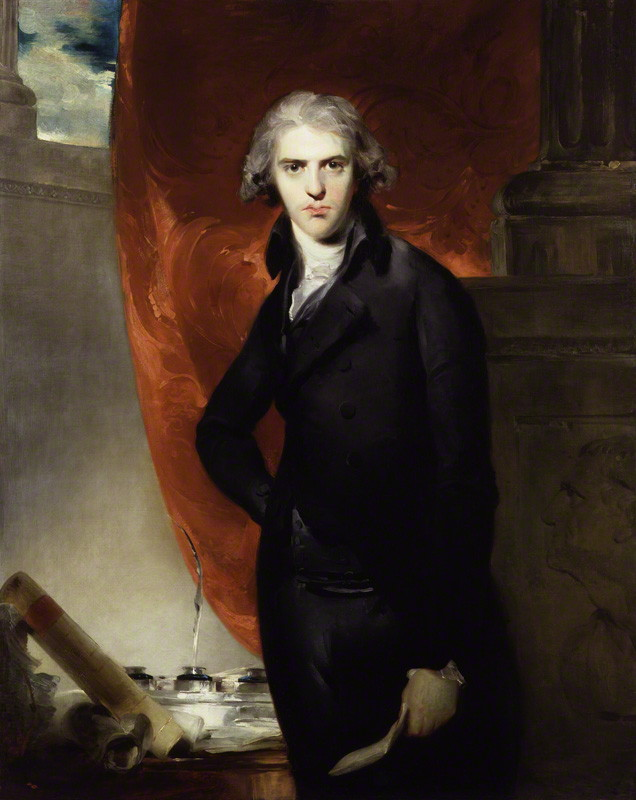
Robert Jenkinson sul finire del XVIII secolo.

In difesa del movimento che seguì allo scoppio delle ostilità con la Francia, Jenkinson, fu uno dei primi ad iscriversi nella milizia nazionale. Nel 1794 divenne colonnello nel distretto dei Cinque Ports ed a causa di questo incarico fu frequentemente assente dalla Camera dei Comuni. Nel 1796 il suo reggimento venne inviato in Scozia dove venne aquartierato per un certo periodo a Dumfries. La sua carriera parlamentare risentì anche della reazione negativa che ebbe suo padre al suo progetto di matrimonio con lady Louisa Hervey, figlia del conte di Bristol. Dopo che Pitt ed il re in persona erano intervenuti in suo favore, il matrimonio ebbe finalmente luogo a Wimbledon il 25 marzo 1795. Nel maggio del 1796, quando suo padre venne creato conte di Liverpool, egli ottenne il titolo di cortesia di Lord Hawkesbury e rimase nella Camera dei Comuni. Egli divenne Barone Hawkesbury e venne elevato alla Camera dei Lords dal novembre del 1803 come riconoscimento per il suo impegno come Segretario per gli Esteri. Egli prestò servizio anche come Maestro della Zecca (1799–1801).

### Segretario di Stato per gli Affari Esteri e Home Secretary
Nel governo condotto da Henry Addington, egli entrò come Segretario di Stato per gli affari esteri in virtù del quale fu tra i negoziatori del Trattato di Amiens con la Francia. Egli continuò poi a servire nel gabinetto di governo come Home Secretary nel secondo governo di William Pitt il Giovane. Mentre Pitt si trovava seriamente malato, Liverpool venne incaricato di sostituirlo in parlamento per leggere il discorso del re nella consueta apertura del parlamento. Quando William Pitt morì nel 1806, il re chiese a Liverpool di accettare il posto di Primo Ministro ma egli rifiutò credendo di non avere la maggioranza necessaria al governo. Egli divenne capo dell'opposizione durante il ministero di lord Grenville. Nel 1807 riprese l'incarico di Home Secretary nel governo di William Cavendish-Bentinck, III duca di Portland.

### Segretario di Stato per la Guerra e le Colonie
Lord Liverpool (così conosciuto dopo che succedette ai titoli paterni nel 1808) accettò la posizione offertagli di Segretario di Stato per la Guerra e le Colonie nel governo di Spencer Perceval del 1809. Uno dei suoi primi atti in questa posizione fu di cercare di persuadere il governo a sostenere l'azione pacificatrice del duca di Wellington che sarebbe consistita anche nel mantenimento di una piccola forza in Portogallo.

### Primo Ministro
Quando Perceval venne assassinato nel maggio del 1812, Lord Liverpool gli succedette come Primo Ministro. Il gabinetto di governo propose a Liverpool di fargli da successore con la presenza di Lord Castlereagh come capo della Camera dei Comuni. Dopo un voto di sfiducia ottenuto da entrambi presso la Camera dei Comuni, ad ogni modo, entrambi firmarono le loro dimissioni. Il principe reggente Giorgio, ad ogni modo, trovava impossibile una coalizione alternativa che potesse mantenere salde le redini di governo e pertanto riconfermò Liverpool come primo ministro l'8 giugno di quell'anno. Egli venne subito considerato un politico abile a tal punto che riuscì a riunire liberali, reazionari e Tory, cosa che riuscì difficile a molti dei suoi successori.

#### Il Congresso di Vienna

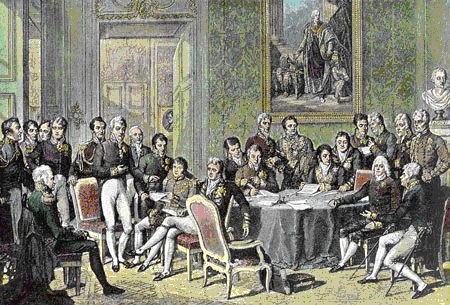
Il Congresso di Vienna in una stampa derivata da un dipinto di Jean-Baptiste Isabey, 1819

Il governo di Liverpool fu lungo e denso di eventi importanti. La guerra del 1812 con gli Stati Uniti e le campagne finali delle guerre napoleoniche vennero condotte durante il suo periodo di reggenza della carica di Primo Ministro. L'Inghilterra riuscì a sconfiggere la Francia nella Battaglia di Waterloo e Liverpool venne premiato per la sua gestione degli affari interni ed esterni con l'ingresso nell'Ordine della Giarrettiera. Dopo i negoziati di pace, egli si prodigò perché gli stati un tempo sottoposti al dominio napoleonico come Paesi Bassi, Spagna, Portogallo e Francia riavessero la loro totale indipendenza con le loro frontiere originarie. Egli, inoltre, richiese la restituzione di tutte le conquiste coloniali britanniche. Partecipando al Congresso di Vienna egli stabilì una duratura alleanza con l'Austria nel gennaio del 1815 che portò a diversi anni di pace.

#### Le Corn Laws ed i problemi in madrepatria
L'agricoltura rimase un problema pregnante in Inghilterra in quanto le carestie sviluppatesi tra il 1819 ed il 1822 avevano portato ad un calo dei prezzi della merce venduta e ad una crisi commerciale. Liverpool approvò pertanto nel 1815 le famose Corn Laws prevenendo l'importazione di grano dall'estero sin quando il prezzo del grano inglese non avesse raggiunto un livello minimo accettabile. Liverpool, ad ogni modo, era per il principio del libero scambio ma dovette accettare questa misura temporanea sino alla conferma delle condizioni di pace ed al ristabilimento dell'economia nazionale fortemente provata dagli ultimi eventi bellici che avevano innalzato pericolosamente il debito nazionale.
L'inevitabile innalzamento delle tasse, venne ricompensato col saldamento del debito pubblico ma portò ad alcune rimostranze tra il 1812 ed il 1822. In questo stesso periodo si diffuse inoltre il fenomeno del luddismo che iniziò azioni di sabotaggio industriale nei maggiori centri produttivi tessili di Nottinghamshire, Leicestershire e Derbyshire.

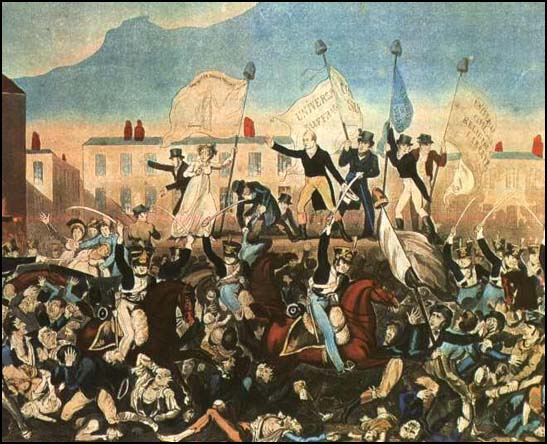
Stampa raffigurante il Massacro di Peterloo pubblicata da Richard Carlile

A seguito del Massacro di Peterloo del 1819, inoltre, il suo governo impose i repressivi Six Acts che limitarono la legislazione, la libera riunione e acuirono di molto la censura.

#### Emancipazione dei cattolici
Durante il XIX secolo e in particolare durante l'amministrazione di Liverpool fu molto presente in Inghilterra il problema dell'emancipazione dei cattolici. Nel 1805 Liverpool aveva annunciato che la particolare relazione tra il monarca inglese e la religione anglicana, unitamente al rifiuto dei cattolici di sottostare a questa supremazia religiosa, ne giustificava l'esclusione dal potere politico. Ad ogni modo, nella sua carriera, egli rimase opposto all'emancipazione dei cattolici facendo solo marginali concessioni alle differenti fazioni per mantenere la stabilità della nazione.
La decisione del 1813 di Liverpool di ammettere i cattolici negli alti gradi delle forze armate e della magistratura fu un segnale di apertura, ma non avvenne mai un'emancipazione completa, soprattutto per il timore di dare spazio e voce agli indipendentisti scozzesi e irlandesi che erano a maggioranza cattolici.

### Gli ultimi anni
La prima moglie di Liverpool, Louisa, morì all'età di 54 anni ed egli poco dopo si risposò con lady Mary Chester, da molto tempo amica fidata di Louisa. Il loro matrimonio durò solamente tre anni, sino alla morte del conte. Liverpool si ritirò dalla politica il 9 aprile 1827 quando per la prima volta soffrì di una forte emorragia cerebrale e chiese al re di trovargli un successore alla carica di Primo Ministro. Dopo una breve ricaduta nel luglio di quell'anno, morì di un attacco fatale il 4 dicembre 1828. Egli non ebbe figli e come tale alla contea di Liverpool gli succedette il fratellastro minore Charles Cecil Cope Jenkinson, III conte di Liverpool. Egli venne sepolto nella chiesa parrocchiale di Hawkesbury, nel Gloucestershire, a fianco del padre e della prima moglie. Al momento della sua morte la sua fortuna ammontava a 120.000 sterline.

## Ascendenza
|                                               |               |                    | Genitori           |  |  | Nonni |  |  | Bisnonni                       |  |  | Trisnonni                     |  |
|                                               |               |                    |                    |  |  |       |  |  | Robert Jenkinson, II baronetto |  |  | Robert Jenkinson, I baronetto |  |
|                                               |               |                    |                    |  |  |       |  |  | Robert Jenkinson, II baronetto |  |  | Robert Jenkinson, I baronetto |  |
|                                               |               | Mary Bankes        |                    |  |  |       |  |  | Robert Jenkinson, II baronetto |  |  |                               |  |
| Charles Jenkinson                             |               |                    |                    |  |  |       |  |  | Robert Jenkinson, II baronetto |  |  |                               |  |
|                                               |               | Sarah Tomlins      | Thomas Tomlins     |  |  |       |  |  |                                |  |  |                               |  |
|                                               |               | Sarah Tomlins      | Thomas Tomlins     |  |  |       |  |  |                                |  |  |                               |  |
|                                               |               | Sarah Tomlins      | Susanna Cranmer    |  |  |       |  |  |                                |  |  |                               |  |
| Charles Jenkinson, I conte di Liverpool       |               | Sarah Tomlins      |                    |  |  |       |  |  |                                |  |  |                               |  |
|                                               |               | Wolfran Cornewall  | Humphrey Cornewall |  |  |       |  |  |                                |  |  |                               |  |
|                                               |               | Wolfran Cornewall  | Humphrey Cornewall |  |  |       |  |  |                                |  |  |                               |  |
|                                               |               | Wolfran Cornewall  | Theophila Skinner  |  |  |       |  |  |                                |  |  |                               |  |
| Amarantha Cornewall                           |               | Wolfran Cornewall  |                    |  |  |       |  |  |                                |  |  |                               |  |
|                                               |               | Elizabeth Devereux | Edward Devereux    |  |  |       |  |  |                                |  |  |                               |  |
|                                               |               | Elizabeth Devereux | Edward Devereux    |  |  |       |  |  |                                |  |  |                               |  |
|                                               |               | Elizabeth Devereux | Mary Saethon       |  |  |       |  |  |                                |  |  |                               |  |
| Robert Banks Jenkinson, II conte di Liverpool |               | Elizabeth Devereux |                    |  |  |       |  |  |                                |  |  |                               |  |
|                                               | William Watts | Thomas Watts       |                    |  |  |       |  |  |                                |  |  |                               |  |
|                                               | William Watts | Thomas Watts       |                    |  |  |       |  |  |                                |  |  |                               |  |
|                                               | William Watts | Audria Oliver      |                    |  |  |       |  |  |                                |  |  |                               |  |
| William Watts                                 | William Watts |                    |                    |  |  |       |  |  |                                |  |  |                               |  |
|                                               |               | Mary Hills         | Nathaniel Hills    |  |  |       |  |  |                                |  |  |                               |  |
|                                               |               | Mary Hills         | Nathaniel Hills    |  |  |       |  |  |                                |  |  |                               |  |
|                                               |               | Mary Hills         | Jane Mason         |  |  |       |  |  |                                |  |  |                               |  |
| Amelia Watts                                  |               | Mary Hills         |                    |  |  |       |  |  |                                |  |  |                               |  |
|                                               |               | Edward Croke       | George Croke       |  |  |       |  |  |                                |  |  |                               |  |
|                                               |               | Edward Croke       | George Croke       |  |  |       |  |  |                                |  |  |                               |  |
|                                               |               | Edward Croke       | Lucy Fleetwood     |  |  |       |  |  |                                |  |  |                               |  |
| Frances Croke                                 |               | Edward Croke       |                    |  |  |       |  |  |                                |  |  |                               |  |
|                                               |               | Isabella Beizor    | …                  |  |  |       |  |  |                                |  |  |                               |  |
|                                               |               | Isabella Beizor    | …                  |  |  |       |  |  |                                |  |  |                               |  |
|                                               |               | Isabella Beizor    | …                  |  |  |       |  |  |                                |  |  |                               |  |
|                                               |               | Isabella Beizor    |                    |  |  |       |  |  |                                |  |  |                               |  |